# 杨健 (1963年)
杨健（1963年10月—），云南鹤庆人，白族，中国共产党党员。中华人民共和国政治人物、第十三届全国人民代表大会云南省代表。

## 生平
杨健1985年7月参加工作。历任祥云县委书记，大理州委常委，大理市委书记，大理州委常委，州委秘书长，大理州委副书记，大理州政协党组书记、主席，大理州委副书记。
2016年3月13日，他在大理州十三届人大四次会议举行第四次全体会议上当选大理州人民政府州长。2019年12月24日，因洱海生态保护工作不力受卿诫勉问责。2020年2月24日，因大理市违法扣押征用防疫口罩事件，受诫勉问责，同年5月，被任命为云南省人大环境与资源保护委员会副主任委员。2024年11月，杨健因涉嫌严重违法违纪，接受云南省纪委监委立案调查、监察调查。